# Jack McConnell
Jack McConnell Skócia harmadik első minisztere, azaz kormányfője, mely pozíciót 2001 és 2007 között töltötte be. 2001 és 2007 között az Egyesült Királyság Munkáspártjának skóciai elnöke is. 1999-ben az első skót nemzetgyűlés tagja lett. Skócia második kormányfőjének, Henry McLeish-nak a lemondását követően a Skót Nemzetgyűlés Skócia első miniszterévé választották, majd miután megnyerte a 2003-as választást, ismét első miniszter lett. 2007-ben azonban elvesztette a választásokat

## Gyermek- és ifjúkora
McConnell Irvine-ben született és egy farm közelében, az Arran-szigeten, Lamlash településen élt. Az Arran-i Gimnáziumban tanult, majd tanulmányait a Stirling Főiskolán folytatta. A gimnáziumban és később a főiskolán is több diákkör vezetője volt. Érettségi után matematikát tanult és tanári diplomát szerzett. McConnell politikai karrierje a helyi kerületi tanácsban kezdődött. A tanácsnak nyolc évig volt tagja, eközben tanárként dolgozott Lornshill-ben. 1988 és 1992 között pénzügyekért felelt, majd 1990-ben a tanács főtitkárává választották. McConnell kezdettől fogva a Munkáspárt színeiben politizált. 1999-ben beválasztották az első skót parlamentbe.

## Politikai pályafutása
McConnell a skót autonómia támogatója volt. 1989 és 1998 között tagja volt a Scotland Act-ot is létrehozó skót "alkotmányozó gyűlésnek". McConnell sikeres skót decentralizációs folyamat következtében az 1999-ben megalakult skót parlament képviselőjévé vált. Az első kormányfő, Donald Dewar pénzügyminiszterévé nevezte ki. Mint a kormány tagja, kidolgozta a skót költségvetés tervezetét 1999-ben és 2000-ben. Miután Donald Dewar skót első miniszter agyvérzésben elhunyt, McConnell úgy döntött, megpályázza a kormányfői címet. Az első miniszteri szavazáson McConnell második lett, a szavazást Henry McLeish nyerte meg, aki oktatási, külügyi és Európa-ügyi miniszter lett a skót kormányban. McConnell a skót kormány egyik legfontosabb tagja lett, kihasználva befolyását támogatta a tanári szakszervezeteket és az oktatásügyek fejlesztését. Oktatásügyi miniszterként a skót oktatási rendszer első emberévé vált, fejlesztette az iskolákat és megemelte a tanárok fizetését.

### Az első kormányfői ciklusa
Henry McLeish skót kormányfő 2001. november 8-án az Officegate-botrány következtében bejelentette lemondását. Sok politikai elemző megjósolta, hogy McConnell lesz az új első miniszter. 2001. november 22-én a skót parlament hivatalosan is első miniszterré választotta, november 26-án pedig II. Erzsébet brit királynő megbízta McConnellt kormányalakítással.

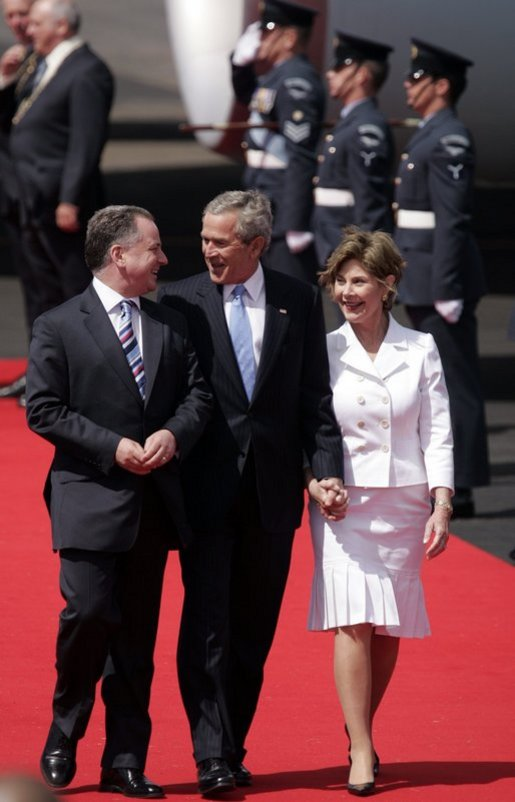
Jack McConnell első miniszter és George W. Bush

Néhány nappal kinevezése után meg is alapította kormányát, négy minisztere: Angus MacKay, Sarah Boyack, Tom McCabe és Jackie Baillie.

### Teljes hivatali ciklusa (2003–2007)

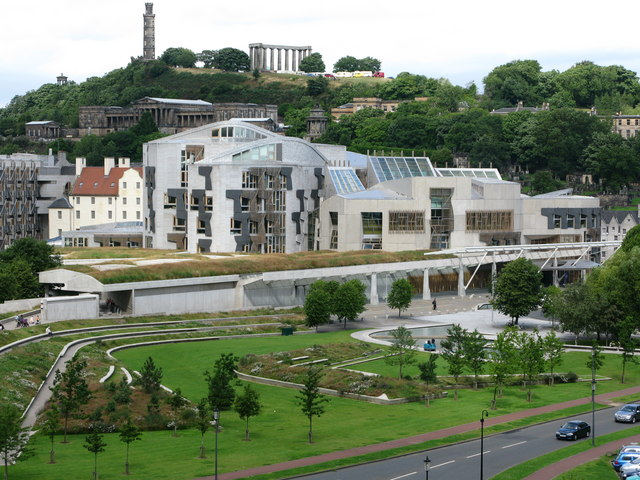
A Skót Parlament épülete

A 2003-as választásokon a skót nép a Skót Munkáspártot 50 képviselői helyhez juttatta, ezzel a munkáspártiak lettek a legtöbb hellyel rendelkező skóciai parlamenti frakció. A parlament a Skót Munkáspárt vezetőjét, Jack McConnellt ismét miniszterelnökké választotta.
2004-ben McConnell egy olyan programot indított, amely ösztönözte a külföldieket, hogy telepedjenek le Skóciába. Ezzel is próbálta lelassítani Skócia lakosságának egyre gyorsabb elöregedését. 2005-ben együttműködési megállapodást kötött Malawival. 2006. március 26-án McConnell és kormánya az Egyesült Királyságban elsőként betiltotta Skóciában a nyilvános helyeken való dohányzást.
McConnell indult a 2007-es választásokon is, azonban a Munkáspárt vereséget szenvedett a Skót Nemzeti Párttal szemben. Az SNP 47, a Munkáspárt pedig 46 helyet szerzett a skót parlamentben, így McConnell utódja az SNP vezetője, Alex Salmond lett.

## Választási veresége után
2010. május 28-án McConnell a Lordok Háza tagja lett, miután megkapta a Glenscorrodale és Arran-sziget bárója címet.

## Magánélete
Felesége Bridget McConnell, akivel két örökbefogadott közös gyermeke van. Gyermekei: Hannah és Mark. Bridget egy glasgowi kulturális – és sportegyesület elnöke és Nagy-Britannia egyik legnagyobb jótékonysági szervezetének kulcsembere.

## Fordítás
Ez a szócikk részben vagy egészben  a   First Minister of Scotland című angol Wikipédia-szócikk fordításán alapul.  Az eredeti cikk szerkesztőit annak laptörténete sorolja fel. Ez a jelzés csupán a megfogalmazás eredetét és a szerzői jogokat jelzi, nem szolgál a cikkben szereplő információk forrásmegjelöléseként.
Ez a szócikk részben vagy egészben  a   Jack McConnell című angol Wikipédia-szócikk fordításán alapul.  Az eredeti cikk szerkesztőit annak laptörténete sorolja fel. Ez a jelzés csupán a megfogalmazás eredetét és a szerzői jogokat jelzi, nem szolgál a cikkben szereplő információk forrásmegjelöléseként.